# Mīmāṃsā
Mīmāṃsā (tiếng Phạn: मीमांसा) là một từ tiếng Phạn có nghĩa là "sự phản ánh" hoặc "sự điều tra phê bình" và do đó đề cập đến một truyền thống chiêm nghiệm phản ánh ý nghĩa của một số văn bản Vệ Đà. Truyền thống này còn được gọi là Pūrva-Mīmāṃsā vì nó tập trung vào các văn bản Vệ Đà (pūrva) trước đó đề cập đến các hành động nghi lễ, và tương tự như Karma-Mīmāṃsā do tập trung vào hành động nghi lễ (karma). Nó là một trong sáu trường phái "khẳng định" (āstika) Vệ Đà của Ấn Độ giáo. Trường phái đặc biệt này được biết đến với những lý thuyết triết học về bản chất của pháp, dựa trên thông diễn học của các kinh Veda, đặc biệt là Brāḥmanas và Saṃhitas. Trường phái Mīmāṃsā là nền tảng và có ảnh hưởng đối với các trường phái vedāntic, còn được gọi là Uttara-Mīmāṃsā vì họ tập trung vào các phần "sau" (uttara) của kinh Veda, Upaniṣads. Trong khi cả Mīmāṃsā "trước" và "sau" đều xem xét mục đích hành động của con người, họ làm như vậy với thái độ khác nhau hướng đến sự cần thiết của thực hành nghi lễ.
Mīmāṃsā có một số trường phái con, mỗi trường phái được xác định bởi nhận thức luận của nó. Trường phái con Prābhākara, lấy tên từ nhà triết học thế kỷ thứ bảy Prabhākara, đã mô tả năm phương tiện đáng tin cậy về mặt nhận thức để đạt được kiến thức: pratyakṣa hay nhận thức; anumāna hoặc suy luận; upamāṇa, bằng cách so sánh và loại suy; arthāpatti, việc sử dụng định đề và xuất phát từ hoàn cảnh; và śabda, lời nói hoặc lời khai thị của các bậc thầy đáng tin cậy trong quá khứ hoặc hiện tại.  Trường phái con Bhāṭṭa, từ triết gia Kumārila Bhaṭṭa, đã thêm phương tiện thứ sáu vào giáo luật của nó; anupalabdhi có nghĩa là không nhận thức, hoặc dùng bằng chứng bằng cách không nhận thức (ví dụ, thiếu thuốc súng trên tay nghi phạm)  
Trường phái Mīmāṃsā bao gồm cả học thuyết vô thần và hữu thần, nhưng trường phái này cho thấy ít hứng thú trong những soi xét có hệ thống về sự hiện diện của các Chúa Trời. Đúng hơn, nó tin rằng linh hồn là bất diệt, hiện diện khắp nơi, sự cần thiết cho sự tồn tại luôn vận động, và tập trung vào tri thức học và siêu hình học của dharma(pháp). Đối với trường phái Mīmāṃsā, pháp có nghĩa là các nghi lễ và bổn phận xã hội, không phải là chư thiên, hay thần linh, bởi vì các vị thần chỉ tồn tại trên danh nghĩa.  Các học giả Mīmāṃsa cũng cho rằng kinh Vệ Đà là "vĩnh cửu, không có tác giả, [và] không thể sai lầm", rằng Vệ Đà vidhi, hoặc huấn thị và thần chú trong các nghi lễ là những kārya hay những hành động được tuân thủ, và các nghi lễ là quan trọng và giá trị nhất. Họ nghĩ về Upaniṣads và các kinh văn khác về bản thân của tri thức và linh hồn như là thứ yếu, một quan điểm triết học mà các nhà nghiên cứu Veda không đồng ý.
Mīmāṃsā làm nảy sinh việc nghiên cứu ngữ văn và triết học về ngôn ngữ. Trong khi sự phân tích sâu sắc của họ về ngôn ngữ và ngôn ngữ học đã ảnh hưởng đến các trường phái Ấn Độ giáo khác, quan điểm của họ không được các trường phái khác chia sẻ. Học giả Mīmāṃsa cho rằng mục đích và năng lực của ngôn ngữ là để chỉ dẫn rõ ràng những điều phù hợp, đúng và hợp lý. Trái lại, những nhà nghiên cứu Veda mở rộng giới hạn và giá trị của ngôn ngữ cũng như một phương tiện để mô tả, phát triển và chắt lọc. Những người theo pháiMīmāṃsa Những người theo phái Mīmāṃsā cho rằng trật tự, pháp luật, cuộc sống hợp lý như mục đích trung tâm và sự cần thiết cao quý nhất của dharma và xã hội, và sự duy trì của Chúa Trời được thực hiện để tạo được điều mong muốn đó.
Trường phái Mīmāṃsā là một hình thức của chủ nghĩa hiện thực triết học. Một kinh văn chính của trường phái Mīmāṃsā là Mīmāṃsā Sūtra của Jaimini.

## Thuật ngữ
Mīmāṃsā, cũng được viết theo tiếng La tinh là Mimansa  hoặc Mimamsa, có nghĩa là "suy tư, cân nhắc, suy nghĩ sâu sắc, điều tra, khảo sát, thảo luận" trong tiếng Phạn. Nó cũng đề cập đến việc " soi xét những kinh văn Veda Vệ Đà"  và một trường phái triết học Hindu cũng được biết với tên gọi Pūrva Mīmāṃsā (truy vấn "trước", còn gọi là Karma-Mīmāṃsā), đối lập với Uttara Mīmāṃsā(truy vấn "sau", cũng Jñāna-Mīmāṃsā) – Trường phái đối lập với trường phái của Vedanta.Sự phân chia này dựa trên sự phân loại của các thánh kinh Vedic trong   karmakāṇḍa, những phần sớm hơn của kinh Veda chuyên về những câu mantra và nghi lễ(Samhitas và Brahmanas), và jñānakāṇḍa chuyên về thiền định, sự phản ánh và nhận thức về Bản Ngã, Tính Duy Nhất, Brahman(Áo Nghĩa Thư). Giữa các Samhitas và Brahmanas, trường phái Mīmāṃsā chú trọng nhiều hơn đến các Brahmanas - một phần của kinh Vệ Đà là phần chú giải về các nghi lễ Vệ đà.
Donald Davis giải nghĩa từ Mīmāṃsā như "ham muốn suy nghĩ", và trong bối cảnh lịch sử phổ thông là "cách để nghĩ và diễn giải sự vật". Cuối những thiên niên kỉ đầu tiên TCN, từ Mīmāṃsā bắt đầu đại diện cho những tư tưởng và cách giải thích kinh Veda, đầu tiên như Pūrva-Mīmāṃsā cho những phần nghi lễ trong phần đầu của kinh văn Veda, và như Uttara-Mīmāṃsā cho phần triết học trong phần kinh văn về sau.   Theo thời gian, Pūrva-Mīmāṃsā chỉ được gọi là trường phái Mīmāṃsā, và trường phái Uttara-Mīmāṃsā là trường phái Vedanta.
Các học giả Mīmāṃsā được gọi là Mīmāṃsākas. 

## Darśana(Triết học) – Khái niệm trung tâm (triết học)
Mīmānsā là một trong sáu darśanas Hindu cổ điển. Đây là một trong những trường phái triết học Ấn Độ giáo sớm nhất. Nó thu hút khá ít nghiên cứu học thuật, dù học thuyết của nó và cụ thể là những nghi vấn của nó về những kiến giải tôn giáo và thần học từng có tác động lớn lên tất cả nền triết học Ấn Độ cổ đại.    Sự phân tích về ngôn ngữ của trường phái này có tầm quan trọng trung tâm với văn học chinh thống Ấn Độ.
Mối quan tâm chính của Mīmānsā cổ đại là nhận thức luận (pramana), đó là phương tiện đáng tin cậy cho tri thức. Nó thảo luận không chỉ "cách một người học hay biết, tất cả những gì anh ta biết", mà còn việc liệu bản chất của tất cả tri thức có phải mang tính vòng tròn; liệu những nhà duy bản luận(foundationalists) người mà bình luận sự hợp lý của bất kì "niềm tin xác đáng nào" và hệ thống tri thức đưa ra nhận định sai sót về nền tảng mà họ bình luận, và cách diễn giải chính xác và tránh diễn giải sai về kinh điển pháp như kinh Veda.  Nó đặt ra những câu hỏi như là "Devata(Chúa trời) là gì?" "Nghi lễ có phụng sự hiệu quả đến devatas?", "Điều gì làm mọi thứ có hiệu quả?", và "có thể nó được chứng minh rằng Vedas, hay bất kì kinh điển nào trong hệ thống tư tưởng, có thể sai sót hay tuyệt đối đúng (svatah pramanya, sự hợp lý tự nhiên)?, nếu như vậy, bằng cách nào?" và những điều khác.   Đối với các học giả Mīmānsā, bản chất của tri thức không-thực nghiệm và các phương tiện của con người đối với nó là điều mà một người không bao giờ mô tả chắc chắn được, một người chỉ có thể khiến cho những tuyên bố tri thức không còn đúng nữa, trong một số trường hợp. Theo Francis Clooney, một giáo sư ở Harvard Divinity School chuyên nghiên cứu về Ấn Độ giáo, trường phái Mīmānsā là "một trong những phái có tư duy đặc biệt nhất; nó không có một phái nào tương tự ở bất kì đâu trên thế giới.
Văn bản trung tâm của trường phái Mīmānsā là Kinh Mīmānsā của Jamini, cùng với những bài chú giải có ảnh hưởng lịch sử về kinh này của Sabara và của Kumarila Bhatta.   Hợp lại, nhưng kinh điển này phát triển và áp dụng vào luật của việc phân tích ngôn ngữ (như là quy luật mâu thuẫn), khẳng định rằng một người chắc chắn không chỉ kiểm tra các mệnh đề trong mọi văn bản, mà còn phải kiểm tra những câu sau liên quan hay những mệnh đề đảo cho một hiểu biết rõ hơn. Họ cho rằng để đạt tới những tri thức đúng đắn và giá trị bằng chứng của một mệnh đề là chưa đủ, quan trọng là phải gửi bằng chứng về tính đối lập của mệnh đề cũng như tuyên bố và chứng minh mệnh đề mà một người ủng hộ. Đúng hơn, họ khẳng định rằng bất cứ lúc nào nhận thức không phải là phương tiện cho chứng cứ trực tiếp và tri thức, một người không thể chứng minh những mệnh đề không-thực nghiệm này là "đúng hay không đúng", đúng hơn một người chỉ có thể chứng minh một mệnh đề không-thực nghiệm là "sai, không sai, hay không chắc chắn". 
Ví dụ, tín đồ của trường phái Mīmānsā ủng hộ không chỉ yêu cầu cho chứng cứ của một mệnh đề của đấng quyền năng như là "nghi lễ agnihotra đưa một người tới Thiên Đàng", "có một thiên đường", "không có thiên đường" vân vân.  Kinh điển Mīmānsā tuyên bố rằng nếu chứng cứ có thể xác nhận và chấp nhận cho tất cả mệnh đề này không được tìm thấy bởi nhưng người ủng hộ và cả người phản đối, thì mệnh đề đó cần được chấp nhận như một phần của một "hệ thống niềm tin".   Những niềm tin, giống như niềm tin có trong các thánh kinh(Vedas), buộc phải được chấp nhận là đúng nếu những kẻ phản đối không thể đưa ra bằng chứng về giá trị những kinh văn của họ hay các bậc đạo sư, những người chống đối này giả định một số chứng cứ hợp lý, và cho tới khi những người chống đối này có thể cho thấy rằng những kinh văn mà họ thách thức là sai. Nếu họ không cố gắng làm vậy, nó chỉ là giả thuyết; nếu họ cố gắng làm vậy, nó có thể chỉ dẫn đến sự quay lại điểm trước một cách vô tận, theo các tín đồ Mīmānsākas. Bất kì thánh kinh lịch sử nào với sự chấp nhận xã hội một cách rộng rãi, theo tín đồ Mīmānsāka, là một hoạt động truyền tải (vyavaharapravrtti) và được chấp nhận một cách tôn kính vì nó là sự thực hành đúng đắn trong xã hội, nếu những bằng chứng đáng tin cậy trong thời gian dài không xuất hiện chứng minh nhiều phần hay tất cả chúng là sai hay nguy hại.

Các tín đồ của trường phái Mīmānsā được quan tâm chính với động lực trung tâm về nhân loại, quy chuẩn đạo đức tối cao, và những hành động để thực hiện điều này. . Họ tuyên bố rằng con người tìm kiếm niratisaya priti (sự thỏa mãn cao trào mãi mãi, niềm vui, hạnh phúc) trong cuộc sống này và vị lai. Họ tranh luận rằng quy chuẩn đạo đức cao nhất  là kết quả của những hành động đạo đức của con người (dharma), những hành động này  là những gì các câu trong kinh văn Veda chứa đựng và truyền tải, và vì vậy quan trọng là diễn giải đúng và hiểu câu, từ và ý nghĩa kinh văn Veda.   Nền học thuật Mīmānsā chủ yếu quan tâm đến triết học ngôn ngữ, cách con người học và giao tiếp với nhau và truyền qua các thế hệ với ngôn ngữ để hành động theo cách mà giúp họ đạt được điều gây động lực cho họ.   Trường phái Mīmānsā tập trung vào dharma, rút ra từ đạo đức và các hoạt động từ karma-kanda(nghi lễ) một phần của Vedas, với tranh luận rằng đạo đức cho cuộc sống này và hành động hiệu quả cho svarga(thiên đường) không thể rút ra từ nhận thức giác quan, và chỉ có thể được rút ra từ kinh nghiệm, sự trầm tư và hiểu biết những lời dạy cổ xưa. 

Trong hành động của mỗi người, năng lực thúc đẩy để thực hiện một hành động là ham muốn bản năng cho priti(sự hài lòng, hạnh phúc), dù ở mức thấp hay mức cao. Ở mức độ cao nhất, nó không là gì ngoại trừ một trạng thái cao nhất của priti, điều chỉ có thể hạn định bằng các hành vi đạo đức. - Sabara, học giả Mīmānsā thế kỷ thứ 2 
Theo  Daniel Arnold, học thuật Mīmānsā "có nét tương đồng thú vị" với triết gia William Alston, triết gia phương Tây của thế kỉ 20, cùng với một số khác biệt đáng kể.  Các tín đồ  Mīmānsā hướng đến một nhận xét trọng yếu, hơn 2000 năm trước, Francis Clooney tuyên bố, các khái niệm như "Chúa trời", "Kinh thánh", "tác giả" và "Thứ bậc tuyệt đối của con người trong hiện thực".

## Tri thức luận
Trong lĩnh vực nhận thức luận, sau này các học giả Mīmāṃsā có một số đóng góp nổi bật. Không như trường phái Nyaya hay Vaisheshika, trường phái con Prābhākara của Mīmāṃsā nhận ra 5 phương tiện của tri thức chân chính (Skt. Pramana). Trường phái con Bhāṭṭa nhận thêm một phương tiện thứ 6, cụ thể là anuapalabdhi, cũng như  Advaita Vedanta của Ấn Độ giáo. Sáu phương tiện đáng tin cậy về mặt nhận thức để đạt được kiến thức là:

### Pratyaksa
Pratyakṣa (प्रत्यक्ष प्रत्यक्ष nghĩa là nhận thức. Nó là 2 loại trong trường phái Mīmānsā và các trường phái khác của Ấn Độ giáo: nội giới và ngoại giới. Nhận thức ngoại giới được mô tả như thứ xuất hiện từ việc tiếp xúc 5 giác quan và các đối tượng bên ngoài, trong khi nhận thức nội giới được mô tả bởi trường phái này như nhận thức của những giác quan bên trong, tâm trí. Các văn bản cổ và trung đại của Ấn Độ xác định bốn yêu cầu để có nhận thức đúng:
Các kinh điển Ấn Độ Cổ Đại và Trung Đại xác định 4 yêu cầu cho nhận thức đúng đắn. Indriyarthasannikarsa(kinh nghiệm trực tiếp từ những cơ quan cảm giác của một người với đối tượng này, bất cứ thứ gì được nghiên cứu), Avyapadesya (không dùng lời; nhận thức đúng đắn không thông qua lời nói của người khác, theo các học giả Ấn Độ cổ đại, trong việc các giác quan của một người cần chấp nhận hay từ chối nhận thức của một người khác), Avyabhicara(không lan man, nhận thức đúng đắn không thay đổi, hay nó là kết quả của sự giả dối vì các giác quan của một người hay phương tiện quan sát  đang tản mạn, có lỗi, đáng ngờ) và Vyavasayatmaka(rõ ràng, nhận thức đúng đắn không chứa những đánh giá còn nghi ngờ, hay vì sai sót của một chỗ để nhận xét tất cả những chi tiết, hay vì một người đang hòa lẫn suy luận với quan sát và thấy những gì họ muốn thấy, hay không thấy những gì một người không muốn thấy).. Một số học giả cổ đại đưa ra "nhận thức không bình thường" là pramana và gọi nó nhận thức bên trong, một ý kiến bị chống đối bởi các học giả Ấn Độ khác. Các khái niệm nhận thức bên trong bao gồm pratibha(trực giác), samanyalaksanapratyaksa(một hình thức quy nạp từ những chi tiết được nhận thức trong vũ trụ), và jnanalaksanapratyaksa(một hình thức của nhận thức về quá trình diễn biến trước và tình trạng trước về một ‘chủ đề nghiên cứu’ bằng cách quan sát tình trạng hiện tại của nó).. Đúng hơn, một số trường phái Ấn Độ giáo quan tâm và lọc ra những luật trong việc chấp nhận kiến thức mơ hồ từ Pratyakṣa-pramana, để đối lập với nirnaya (những phán đoán, kết luận chắc chắn) từ anadhyavasaya (những phán xét không chắc chắn).

### Anumana
Anumāṇa (अनुमान) có nghĩa là suy luận. Nó được mô tả là đạt được một kết luận và sự thật mới từ một hoặc nhiều quan sát và sự thật trước đó bằng cách áp dụng lý trí. Quan sát khói và suy ra lửa là một ví dụ của Anumana. Trong tất cả, ngoại trừ một số triết lý Hindu, đây là một phương tiện hữu ích và hợp lệ cho tri thức. Phương pháp suy luận được các văn bản Ấn Độ giải thích là bao gồm ba phần: pratijna (giả thuyết), hetu (lý do), và drshtanta (ví dụ). Lý thuyết buộc phải được mở rộng thành 2 phần, các học giả Ấn Độ cổ đại tuyên bố: sadhya(những tư tưởng cần được chứng minh hay không chứng minh) và paksha(đối tượng mà sadhya dựa trên). Suy luận sẽ đúng nếu sapaksha(những ví dụ tích cực như bằng chứng) hiện diện, và nếu vipaksha (những ví dụ tiêu cực là những bằng chứng phản lại) không có mặt. Về mặt chi tiết, triết lý Ấn Độ cũng tuyên bố các bước rộng hơn các bước của tri thức. Ví dụ, họ yêu cầu Vyapti – sự yêu cầu mà hetu(lý trí) buộc phải giải thích đủ và riêng lẻ suy luận trong "mọi" trường hợp, trong cả sapaksha và vipaksha. Một giả thuyết được chứng minh có điều kiện được gọi là nigamana (kết luận).

### Upamana
Upamāṇa có nghĩa là so sánh và loại suy.  Một số trường phái Ấn Độ giáo coi nó như một phương tiện kiến thức thích hợp. Upamana, Lochtefeld tuyên bố,  có thể được giải thích với ví dụ về một lữ khách không bao giờ viếng thăm các vùng đất hay hòn đảo với cư dân với cư dân đặc trưng của cuộc sống hoang dã. Anh ta hay cô ta được nói, bởi một số người từng ở đó, rằng ở vùng đất đó bạn thấy một con vật có dáng vẻ như một con bò, ăn cỏ như bò, nhưng khác ở điểm này điểm kia. Việc so sánh hay đối chiếu này, các nhà tri thức luận Ấn Độ tuyên bố rằng, một phương tiện có giá trị của tri thức phụ thuộc, vì nó giúp người lữ khách xác định con vật mới về sau. Chủ thể của sự so sánh được gọi chính thức là upameyam, còn đối tượng sự so sánh là upamanam,  trong khi tính chất được gọi là samanya. Vì vậy, Monier Monier-Williams  giải thích, nếu một chàng trai nói "gương mặt cô ấy như mặt trăng trong sự ấm áp", "gương mặt cô ấy" là upameyam, mặt trăng là upamanam, và sự ấm áp samanya. Những văn bản Bhaṭṭikāvya thế kỉ thứ 7 ở các câu 10.28 đến 10.63 thảo luận nhiều loại so sánh và đối chiếu, xác định khi phương pháp tri thức luận này hữu dụng và đáng tin cậy hơn, và khi nào không như vậy.  Trong nhiều văn bản trung đại và cổ đại của Ấn Độ giáo, 32 loại Upanama và giá trị của chúng trong tri thức luận được thảo luận.

### Arthāpatti
Arthāpatti (अर्थापत्ति) nghĩa là định đề, có gốc từ thực tế.  Trong môn lý luận thời bấy giờ, pramāṇa này tương tự như  sự suy luận gián tiếp thực tế. Như ví dụ, nếu một người lên thuyền trên một dòng sông vào buổi sớm, và thời gian lúc này đã quá thời gian dự định thuyền cập bến, thì các sự kiện hỗ trợ định đề đúng là người này đã đến nơi. Nhiều học giả Ấn Độ nghĩ pramāṇa này thì không có giá trị hay giá trị thấp nhất, vì con thuyền có thể bị hoãn hay đổi hướng.. Tuy nhiên, trong những trường hợp như tính thời gian mặt trời mọc hay lặn sắp tới thì phương pháp này được khẳng định là có giá trị bởi những người ủng hộ nó. Một ví dụ thường thấy khác cho arthāpatti được tìm thấy trong các văn bản của Mīmāṃsā và các trường phái khác của Ấn Độ giáo là, nếu "Devadatta mập" và "Devadatta không ăn trong ngày", thì câu sau đây phải đúng: "Devadatta ăn vào buổi tối". Hình thức này của định đề và việc rút ra từ thực tế là, các học giả Ấn Độ tuyên bố, một phương tiện để khám phá, sự hiểu biết và tri thức đúng đắn. Các trường phái Ấn Độ giáo chấp nhận phương tiện tìm kiếm tri thức này tuyên bố rằng phương pháp này là một phương tiện có giá trị với tri thức và sự lệ thuộc về một chủ thể và đối tượng trong tiền đề gốc hay các tiền đề khác.. Các trường phái mà không chấp nhận phương pháp này, tuyên bố rằng định đề, phép ngoại suy và sự đề cập gián tiếp các hiện tượng là hoặc rút ra từ những pramāṇas khác hay những phương tiện không đúng đắn với kiên thức chân chính, thay vào đó một người buộc phải tin vào những khái niệm trực tiếp hay suy luận phù hợp.

### Anupalabdhi
Anupalabdi (अनुपलब्धि), được chấp nhận chỉ bởi trường phái con Kumarila Bhatta của Mīmāṃsā, nghĩa là phi hiểu biết, bằng chứng phủ định/hiểu biết của tâm trí. Anupalabdhi pramana đề cập rằng biết một điều phủ định, như là "không có ấm trà trong phòng này" là một hình thức của tri thức có giá trị. Nếu một cái gi đó có thể được thấy hay suy luận hay chứng minh như không tồn tại hay không thể, thì một người biết nhiều hơn những gì một người từng biết mà không có những phương tiện này. Trong hai trường phái Ấn Độ Giáo xem Anupalabdhi như giá trị có giá trị tri thức, một kết luận giá trị là mối quan hệ sadrupa(khẳng định) hay asadrupa(phủ định) – cả hai đều đúng và có giá trị. Như pramana khác, các học giả Ấn Độ chắt lọc Anupalabdi thành 4 loại: phi hiểu biết về nguyên nhân, phi hiểu biết về kết quả, phi hiểu biết về phủ định, phi hiểu biết về tranh luận. Chỉ hai trường phái Ấn Độ giáo chấp nhận và phát triển khái niệm "phi hiểu biết" như một pramana. Trường phái ủng hộ Anupalabdi xác nhận rằng nó có giá trị và hữu dụng khi 5 pramanas khác nằm trong việc theo đuổi của một người về tri thức và chân lí.
Abhava (अभाव) nghĩa là không tồn tại. Một số học giả xem Anupalabdi như là Abhava, trong khi những người khác xem Anupalabdi và Abhava là khác biệt. Abhava-pramana từng được thảo luận trong kinh điển Ấn Độ cổ trong khía cạnh Padārtha (पदार्थ, nội hàm của một thuật ngữ). Một Padartha được định nghĩa như khái niệm đồng thời  Astitva(thực tế), Jneyatva(có thể hiểu biết) và Abhidheyatva(có thể đặt tên). Những ví dụ cụ thể về padartha, Bartley tuyên bố, gồm dravya(chất liệu), guna(chất lượng), karma(hành vi/chuyển động), samanya/jati(tính chất chung/phân loại), samavaya(sự kế thừa) và vishesha(đặc tính). Abhava vì vậy được giải thích là "phần thực của sự nhấn mạnh phủ định" đối lập với "phần thực của sự nhấn mạnh khẳng định" trong Padartha. Một sự vắng mặt, các học giả cổ đại tuyên bố, cũng là "sự tồn tại, có thể biết và có thể đặt tên", gửi ví dụ về những con số âm, sự im lặng như một hình thức của dấu hiệu, học thuyết asatkaryavada về nguyên nhân, và phân tích về sự thiếu hụt như thực tế và giá trị. Abhava được chắt lọc thành 4 loại, bởi những trường phái Ấn Độ giáo chấp nhận nó như một phương tiện hữu dụng của tri thức luận: dhvamsa(sự kết thúc của những gì tồn tại), atyanta-abhava(không có khả năng, không tồn tại tuyệt đối, sự tranh luận), anyonya-abhava (sự đối lập qua lại, sự vắng mặt cả hai) và pragavasa(có trước, sự không tồn tại trước).

### Sabda
Sabda (शब्द) nghĩa là dựa vào ngôn từ, dấu hiệu của quá khứ hay hiện tại của những đạo sư đáng tin cậy. Hiriyanna giải thích Sabda-pramana như một khái niệm là các đạo sư đáng tin cậy. Các trường phái Ấn Độ giáo quan tâm nó có giá trị tri thức luận cho rằng một người cần biết những thực tế đa dạng, và với thời gian giới hạn và với năng lượng được sử dụng, anh ta có thể học chỉ một phần của những thực tế và chân lý đó trực tiếp. Anh ta buộc phải tin tưởng những thứ khác, cha mẹ, gia đình, bạn bè, đạo sư, bậc tiền bối, những người thân thiết trong xã hội để nhanh chóng đạt được và chia sẻ kiến thức và nhờ đó làm phong phú thêm cuộc sống của nhau. Những phương tiện tiếp thu tri thức đúng đắn này có thể bằng lời nói hay kinh điển, nhưng đều thông qua Sabda(ngôn từ). Sự đáng tin cậy của nguồn gốc là quan trọng, và tri thức đúng đắn có thể chỉ đến từ Sabda của những nguồn đáng tin cậy. Sự bất đồng giữa các trường phái Ấn Độ giáo nằm ở việc làm sao để xác định độ tin cậy. Một số trường phái, như Carvaka, tuyên bố rằng điều này là không thể, và vì vậy Sabda không phải một pramana đúng đắn. Những trường phái khác thảo luận các phương tiện để xác định độ tin cậy này.

### Mối quan hệ với trường phái Veda
Một tính chất thú vị của trường phái Mīmāṃsā về triết học là nghiên cứu tri thực luận độc đáo của nó về giá trị tự nhiên của mọi sự hình thành tri thức đúng nghĩa của nó. NÓ khẳng định rằng mọi tri thức thì đúng một cách thực tế(Skt. svataḥ prāmāṇyavāda). Vì vậy, những gì được chứng minh không đúng về một quá trình, mà là sự sai sót của nó. Các hành giả Mīmāṃsā ủng hộ giá trị bản thân của tri thức cả ở trong khía cạnh về nguồn gốc (utpatti) và sự đúng đắn (jñapti). Các hành giả Mīmāṃsā không chỉ ứng dụng rộng rãi học thuyết này để thiết lập những giá trị vững chắc của kinh Veda, mà sau nà y các nhà nghiên cứu Veda cũng không ngần ngại sử dụng đóng góp của Mīmāṃsā trong khía cạnh này.